# 柏德烈 (姓氏)
是一個英語化的蘇格蘭蓋爾語姓氏「Mac Phádraig」，意為「柏德烈之子」。
- 丹·柏德烈
  - 積克·柏德烈
  - 莫莉·柏德烈
  - 吉奧基·柏德烈
  - 葛莉絲·柏德烈
- 戴利爾·柏德烈（英语：Dan Patrick (ice hockey)）
- 丹·戈布·柏德烈（英语：Dan Patrick (politician)）
- 丹妮卡·柏德烈（英语：Danica Patrick）
- 大衛·柏德烈·夏里遜（英语：Danny Patrick）
- 大衛·M·柏德烈（英语：David M. Patrick）
- 大衛·柏德烈 (作家)（英语：David Patrick (writer)）
- 大衛·柏德烈 (運動員)（英语：David Patrick (athlete)）
- 丹尼士·柏德烈（英语：Dennis Patrick）
- 丹尼士·R·柏德烈（英语：Dennis R. Patrick）
- 艾力·柏德烈（英语：Eric Patrick）
- 法蘭·柏德烈 (跑衛)（英语：Frank Patrick (running back)）
- 法蘭·柏德烈 (四分衛)（英语：Frank Patrick (quarterback)）
- 法蘭·柏德烈 (曲棍球)（英语：Frank Patrick (ice hockey)）
- 派屈克勳爵威廉·唐納·派屈克

|  | 本页或本分段罗列了姓氏为「Patrick」的人物。 如果是一个指代特定个人的内链将您引导到本页，請考慮修正該人物的名字以將链接指向正確的條目。 |